# Squamanitaceae
Squamanitaceae Julich, Higher taxa Basid. 390. 1982
È una famiglia di funghi basidiomiceti comprendente specie agaricoidi con imenoforo a lamelle.  Tutte le specie di questa famiglia sono saprofite.
Data la rarità di alcuni generi ad essa assegnati, la famiglia Squamanitaceae non è costruita su base molecolare ma derivata dalla tribù Cystodermateae Singer.

## Descrizione macroscopica
Cappello 1-150 mm, da convesso a piano, conico; superficie granulosa o scagliosa, raramente liscia, asciutta, di colore bianco, giallo, bruno, rosso o violaceo. Lamelle da sublibere  ad adnate . Gambo normalmente sviluppato, carnoso. Velo assente o presente; anello o zona anulare presenti. Carne con odore indistinto o cianico. Deposito sporale da bianco a ocraceo.

## Descrizione microscopica
Spore subglobose, ellittiche o amigdaliformi, da ialine a giallo pallide, con pareti sottili, lisce, prive di poro germinativo, amiloidi, destrinoidi o prive di reazione allo iodio, cianofile o meno, con hilum di tipo noduloso, binucleate (più raramente uninucleate).  Cistidi generalmente assenti; cheilocistidi, quando presenti, a parete sottile. Trama dell'imenoforo da regolare a irregolare. Pileipellis di tipo cutis o epitelio. Giunti a gibbia presenti o assenti.

## Generi appartenenti a questa famiglia
Cystoderma Fayod;
Cystodermella Harmaja;
Floccularia Pouzar;
Leucopholiota (Romagn.)O. K. Miller, T. J. Volk & Bessette
Phaeolepiota Konrad & Maublanc;
Pseudobaeospora Singer emend. Bas;
Squamanita Imbach (specie tipo della famiglia).